# Wereldkampioenschap halve marathon 2016
Het wereldkampioenschap halve marathon 2016 vond plaats op 26 maart 2016. Het was de tiende keer dat de IAAF een wedstrijd organiseerde met als inzet de wereldtitel op de halve marathon. De wedstrijd vond plaats in de Britse stad Cardiff. 
In totaal namen er 174 atleten deel uit 49 landen.

## Prijzengeld
De IAAF stelde 245.000 dollar prijzengeld beschikbaar, hetgeen gestaffeld werd uitgeloofd aan de eerste zes atleten, atletes en teams.
| Rang | Individueel | Team     |
| ---- | ----------- | -------- |
| 1    | $ 30.000    | $ 15.000 |
| 2    | $ 15.000    | $ 12.000 |
| 3    | $ 10.000    | $ 9000   |
| 4    | $ 7000      | $ 7500   |
| 5    | $ 5000      | $ 6000   |
| 6    | $ 3000      | $ 3000   |

## Uitslagen

### Mannen

#### Individueel
| rang   | naam                         | land | tijd    |
| ------ | ---------------------------- | ---- | ------- |
| Goud   | Geoffrey Kamworor            | KEN  | 59.10   |
| Zilver | Bedan Karoki Muchiri         | KEN  | 59.36   |
| Brons  | Mo Farah                     | GBR  | 59.59   |
| 4      | Ayele Woldegiorgis           | ETH  | 59.59   |
| 5      | Tamirat Tola                 | ETH  | 1:00.06 |
| 6      | Simon Cheprot                | KEN  | 1:00.12 |
| 7      | Abrar Osman                  | ERI  | 1:00.58 |
| 8      | Mule Wasihun                 | ETH  | 1:01.11 |
| 9      | Edwin Kiptoo                 | KEN  | 1:01.21 |
| 10     | Stephen Mokoka               | RSA  | 1:01.27 |
| 11     | Teshome Mekonen              | ETH  | 1:01.39 |
| 12     | Edwin Kipyego                | KEN  | 1:01.52 |
| 13     | Negusse Amlosom              | ERI  | 1:01.54 |
| 14     | Paul Pollock                 | IRL  | 1:02.46 |
| 15     | Callum Hawkins               | GBR  | 1:02.51 |
| 16     | Guye Adola                   | ETH  | 1:03.26 |
| 17     | Hizkial Tewelde              | ERI  | 1:03.26 |
| 18     | Ayad Lamdassem               | ESP  | 1:03.29 |
| 19     | Sidi-Hassan Chadi            | FRA  | 1:03.30 |
| 20     | Michael Shelley              | AUS  | 1:03.33 |
| 21     | Robert Chemonges             | UGA  | 1:03.39 |
| 22     | Naoki Kudo                   | JPN  | 1:03.41 |
| 23     | Timothy Ritchie              | USA  | 1:03.49 |
| 24     | Samson Gebreyohanes          | ERI  | 1:04.03 |
| 25     | Stefano Larosa               | ITA  | 1:04.05 |
| 26     | Jared Ward                   | USA  | 1:04.05 |
| 27     | Dewi Griffiths               | WAL  | 1:04.10 |
| 28     | Minato Oishi                 | JPN  | 1:04.11 |
| 29     | Keijiro Mogi                 | JPN  | 1:04.19 |
| 30     | Jhordan Ccope                | PER  | 1:04.19 |
| 31     | Asbjorn-Ellefsen Persen      | NOR  | 1:04.32 |
| 32     | Scott Bauhs                  | USA  | 1:04.34 |
| 33     | Mariano-Nicolas Mastromarino | ARG  | 1:04.35 |
| 34     | Wellington Bezerra           | BRA  | 1:04.43 |
| 35     | Keisuke Nakatani             | JPN  | 1:04.43 |
| 36     | Shogo Nakamura               | JPN  | 1:04.49 |
| 37     | Mbongeni Ngxazazo            | RSA  | 1:04.51 |
| 38     | Reid Coolsaet                | CAN  | 1:04.56 |
| 39     | Daverso Ramos                | PER  | 1:04.59 |
| 40     | Ricardo Ramos                | MEX  | 1:05.00 |
| 41     | Thomas Frazer                | IRL  | 1:05.20 |
| 42     | Kevin Seaward                | IRL  | 1:05.23 |
| 43     | Denis Mayaud                 | FRA  | 1:05.48 |
| 44     | Ferdinand Pacheco            | PER  | 1:06.05 |
| 45     | Ryan Mcleod                  | GBR  | 1:06.13 |
| 46     | Robyn Watson                 | CAN  | 1:06.15 |
| 47     | Diego-Alberto Colorado       | COL  | 1:06.16 |
| 48     | Nicolae-Alexandru Soare      | ROU  | 1:06.18 |
| 49     | Lars Budolfsen               | DEN  | 1:06.28 |
| 50     | Sergiu Ciobanu               | IRL  | 1:06.30 |
| 51     | Daniel-Dejesus Vargas        | MEX  | 1:06.32 |
| 52     | Nelson Ito                   | PER  | 1:06.34 |
| 53     | Matthew Hynes                | GBR  | 1:06.37 |
| 54     | Gerard-Nicolas Giraldo       | COL  | 1:06.39 |
| 55     | Tasama Moges                 | ISR  | 1:06.41 |
| 56     | Benjamin Bruce               | USA  | 1:06.46 |
| 57     | Kari-Steinn Karlsson         | ISL  | 1:06.49 |
| 59     | Yolo Nikolov                 | BUL  | 1:06.52 |
| 60     | Jesper Faurschou             | DEN  | 1:06.53 |
| 61     | Vuyisile Tshoba              | RSA  | 1:06.55 |
| 62     | Romain Courcieres            | FRA  | 1:07.02 |
| 63     | Janis Viskers                | LAT  | 1:07.34 |
| 64     | Thijs Nijhuis                | DEN  | 1:07.49 |
| 65     | Danmuzhenciwang              | CHN  | 1:07.52 |
| 66     | Rui Yong Soh                 | SGP  | 1:07.56 |
| 67     | Arnar Pétursson              | ISL  | 1:08.02 |
| 68     | Djamel Bachiri               | FRA  | 1:08.09 |
| 69     | Dmitriy Lashyn               | UKR  | 1:08.49 |
| 70     | Daniel Daly                  | CRO  | 1:08.51 |
| 71     | Paul Lalire                  | FRA  | 1:08.58 |
| 72     | Shokhrukh Davlatov           | UZB  | 1:09.56 |
| 73     | Zhoodar Kochkonbaev          | KIR  | 1:10.07 |
| 74     | Marcel Tschopp               | LIE  | 1:10.48 |
| 75     | Brandon Lord                 | CAN  | 1:11.00 |
| 76     | Hussein Ahmed                | EGY  | 1:11.21 |
| 77     | Belal Ahmed                  | EGY  | 1:11.29 |
| 78     | Saby Luna                    | MEX  | 1:11.32 |
| 79     | Gladwin-Sibabalwe Mzazi      | RSA  | 1:11.49 |
| 80     | Charlton Debono              | MLT  | 1:12.03 |
| 81     | Kuan Un Iao                  | MAC  | 1:13.55 |
| 82     | Lucky Mohale                 | RSA  | 1:15.28 |
| 83     | Abdi Madar Amare             | SOM  | 1:15.53 |
| 84     | Elsidig Ibrahim              | SUD  | 1:17.07 |
| 85     | Armann Eydal Albertsson      | ISL  | 1:17.22 |
| DQ     | Sean Hehir                   | IRL  | DQ      |
| DNS    | David Nilsson                | SWE  | DNS     |
| DNS    | Patrick Muleki               | COD  | DNS     |

#### Teams
| Rang   | Land | Atleten                                                      | Totaaltijd |
| ------ | ---- | ------------------------------------------------------------ | ---------- |
| Goud   | KEN  | Geoffrey Kipsang Kamworor Bedan Karoki Muchiri Simon Cheprot | 2:58.58    |
| Zilver | ETH  | Abayneh Ayele Tamirat Tola Mule Wasihun                      | 3:01.16    |
| Brons  | ERI  | Abrar Osman Nguse Amlosom Hiskel Tewelde                     | 3:06.18    |
| 4      | GBR  | Mo Farah Callum Hawkins Dewi Griffiths                       | 3:07.00    |
| 5      | JPN  | Naoki Kudo Minato Oishi Keijiro Mogi                         | 3:12.11    |
| 6      | USA  | Timothy Ritchie Jared Ward Scott Bauhs                       | 3:12.28    |
| 7      | RSA  | Stephen Mokoka Mbongeni Ngxazozo Vuyisile Tshoba             | 3:13.13    |
| 8      | IRL  | Paul Pollock Thomas Frazer Kevin Seaward                     | 3:13.29    |
| 9      | PER  | Jhordan Alonso Ccope Raverso Ramos Ferdinand Pacheco         | 3:15.27    |
| 10     | FRA  | Sidi-Hassan Chahdi Denis Mayaud Romain Courcières            | 3:16.20    |
| 11     | DEN  | Lars Budolfsen Jesper Faurschou Thijs Nijhuis                | 3:21.10    |
| 12     | CAN  | Reid Coolsaet Rob Watson Brandon Lord                        | 3:22.11    |
| 13     | MEX  | Ricardo Ramos Daniel Vargas Saby Luna                        | 3:23.04    |
| 14     | ISL  | Kári Steinn Karlsson Arnar Pétursson Armann Eydal Albertsson | 3:32.13    |

### Vrouwen

#### Individueel
| rang   | naam                     | land | tijd    |
| ------ | ------------------------ | ---- | ------- |
| Goud   | Peres Chepchirchir       | KEN  | 1:07.31 |
| Zilver | Cynthia Limo             | KEN  | 1:07.34 |
| Brons  | Mary Wacera              | KEN  | 1:07.54 |
| 4      | Netsanet Gudeta          | ETH  | 1:08.01 |
| 5      | Genet Ayalew             | ETH  | 1:08.15 |
| 6      | Gladys Cheshire          | KEN  | 1:08.46 |
| 7      | Pasalia Kipkoech         | KEN  | 1:09.44 |
| 8      | Dihinet Demsew           | ETH  | 1:10.13 |
| 9      | Gladys-Luci Tejeda       | PER  | 1:10.14 |
| 10     | Yuka Ando                | JPN  | 1:10.34 |
| 11     | Janet Bawcom             | USA  | 1:10.46 |
| 12     | Eloise Wellings          | AUS  | 1:10.47 |
| 13     | Milly Clark              | AUS  | 1:10.48 |
| 14     | Miho Shimizu             | JPN  | 1:10.51 |
| 15     | Sara Hall                | USA  | 1:10.58 |
| 16     | Veronica Inglese         | ITA  | 1:10.59 |
| 17     | Mizuki Matsuda           | JPN  | 1:11.00 |
| 18     | Cassandra Fien           | AUS  | 1:11.13 |
| 19     | Kelly Arias              | COL  | 1:11.21 |
| 20     | Lanni Marchant           | CAN  | 1:11.26 |
| 21     | Vianey Delarosa          | MEX  | 1:11.52 |
| 22     | Margarita Hernandez      | MEX  | 1:11.56 |
| 23     | Tara Korir               | CAN  | 1:12.04 |
| 24     | Askale Alemayehu         | ETH  | 1:12.28 |
| 25     | Kellyn Taylor            | USA  | 1:12.42 |
| 26     | Laurane Picoche          | FRA  | 1:12.43 |
| 27     | Alyson Dixon             | GBR  | 1:12.57 |
| 28     | Brianne Nelson           | USA  | 1:13.01 |
| 29     | Sinke Dessie             | ETH  | 1:13.12 |
| 30     | Angie-Rocio Orjuela      | COL  | 1:13.16 |
| 31     | Souad Ait-Salem          | ALG  | 1:13.18 |
| 32     | Jovana Delacruz          | PER  | 1:13.19 |
| 33     | Charlotte Purdue         | GBR  | 1:13.20 |
| 34     | Laura Batterink          | CAN  | 1:13.24 |
| 35     | Paula-Claudia Todoran    | ROU  | 1:13.27 |
| 36     | Hisami Ishii             | JPN  | 1:13.41 |
| 37     | Nolene Conrad            | RSA  | 1:13.45 |
| 38     | Rosaria Console          | ITA  | 1:13.45 |
| 39     | Anna-Carmela Incerti     | ITA  | 1:14.00 |
| 40     | Kit-Ching Yiu            | HKG  | 1:14.19 |
| 41     | Dinah-Lebo Phalula       | RSA  | 1:14.21 |
| 42     | Cornelia Joubert         | RSA  | 1:14.23 |
| 43     | Kenza Dahmani            | ALG  | 1:14.33 |
| 44     | Cuo-Mu Ciren             | CHN  | 1:14.37 |
| 45     | Valdilene Dossantos      | BRA  | 1:14.38 |
| 46     | Mariya Korobitskiya      | KGZ  | 1:14.46 |
| 47     | Angela-Maria Figueroa    | COL  | 1:14.46 |
| 48     | Laila Soufyane           | ITA  | 1:15.05 |
| 49     | Tina Muir                | GBR  | 1:15.12 |
| 50     | Brenda-Eunice Flores     | MEX  | 1:15.19 |
| 51     | Maria Delosangeles       | ARG  | 1:15.21 |
| 52     | Elizabeth Lee            | IRL  | 1:15.36 |
| 53     | Marta Galimany           | ESP  | 1:15.37 |
| 54     | Fanny Pruvost            | FRA  | 1:15.37 |
| 55     | Louise Batting           | DEN  | 1:15.41 |
| 56     | Carmen-Patricia Martinez | PAR  | 1:15.44 |
| 57     | Severine Hamel           | FRA  | 1:15.53 |
| 58     | Samira Chellah           | FRA  | 1:16.08 |
| 59     | Paula Mayobre            | ESP  | 1:16.13 |
| 60     | Luz-Mery Rojas           | PER  | 1:16.13 |
| 61     | Hillary Montgomery       | USA  | 1:16.16 |
| 62     | Katarina Beresova        | SVK  | 1:16.20 |
| 63     | Rachel Felton            | ENG  | 1:16.36 |
| 64     | Marta Esteban            | ESP  | 1:16.52 |
| 65     | Militsa Mircheva         | BUL  | 1:16.54 |
| 66     | Andreea-Alina Piscu      | ROU  | 1:17.07 |
| 67     | Arianna Hilborn          | LAT  | 1:17.11 |
| 68     | Mirai Waku               | JPN  | 1:17.30 |
| 70     | Ji-La Dawa               | CHN  | 1:17.52 |
| 71     | Chien-Ho Hsieh           | TPE  | 1:18.00 |
| 72     | Nicolasa Condori         | PER  | 1:18.21 |
| 73     | Karine Pasquier          | FRA  | 1:18.24 |
| 74     | Tonya Nero               | TRI  | 1:19.53 |
| 75     | Irina Moroz              | UZB  | 1:22.47 |
| 76     | Lebogang Phalula         | RSA  | 1:23.49 |
| 78     | Zintle Xiniwe            | RSA  | 1:26.30 |
| 79     | Long Hoi                 | MAC  | 1:28.37 |
| 80     | Allison Edwards          | GIB  | 1:32.08 |
| DNF    | Jenny Spink              | GBR  | DNF     |
| DNF    | Alessandra Aguilar       | ESP  | DNF     |
| DNF    | Silvia La Barbera        | ITA  | DNF     |
| DNS    | Rutendo Joan Nyahora     | ZIM  | DNS     |
| DNS    | Olha Skrypak             | UKR  | DNS     |

#### Vrouwen
| Rang   | Lang | Atletes                                             | Totaaltijd |
| ------ | ---- | --------------------------------------------------- | ---------- |
| Goud   | KEN  | Peres Jechirchir Cynthia Limo Mary Wacera Ngugi     | 3:22.59    |
| Zilver | ETH  | Netsanet Gudeta Genet Yalew Dehininet Demsew        | 3:26.29    |
| Brons  | JPN  | Yuka Ando Miho Shimizu Mizuki Matsuda               | 3:32.25    |
| 4      | AUS  | Eloise Wellings Milly Clark Cassie Fien             | 3:32.48    |
| 5      | USA  | Janet Cherobon-Bawcom Sara Hall Kellyn Taylor       | 3:34.26    |
| 6      | CAN  | Lanni Marchant Tarah Korir Laura Batterink          | 3:36.54    |
| 7      | ITA  | Veronica Inglese Rosaria Console Anna Incerti       | 3:38.44    |
| 8      | MEX  | Vianey de la Rosa Margarita Hernández Brenda Flores | 3:39.07    |
| 9      | COL  | Kellys Arias Angie Orjuela Ángela Figueroa          | 3:39.23    |
| 10     | PER  | Gladys Tejeda Jovana de la Cruz Luz Mery Rojas      | 3:39.46    |
| 11     | GBR  | Alyson Dixon Charlotte Purdue Tina Muir             | 3:41.29    |
| 12     | RSA  | Nolene Conrad Lebogang Phalula Cornelia Joubert     | 3:42.29    |
| 13     | FRA  | Laurane Picoche Fanny Pruvost Severine Hamel        | 3:44.13    |
| 14     | ESP  | Marta Galimany Paula Mayobre Marta Esteban          | 3:48.42    |
| 15     | CHN  | Cuomu Ciren Wangmu Nuzeng Jila Dawa                 | 3:50.04    |

## Afkortingen
- DNF = Niet gefinisht
- NR = Nationaal record
- SB = Beste seizoensprestatie
- PB = Persoonlijk record

1992 · 
1993 · 
1994 · 
1995 · 
1996 · 
1997 · 
1998 · 
1999 · 
2000 · 
2001 · 
2002 · 
2003 · 
2004 · 
2005 · 
2006 · 
2007 · 
2008 · 
2009 · 
2010 ·
2012 ·
2014 ·
2016 ·
2018